# Jo Weil

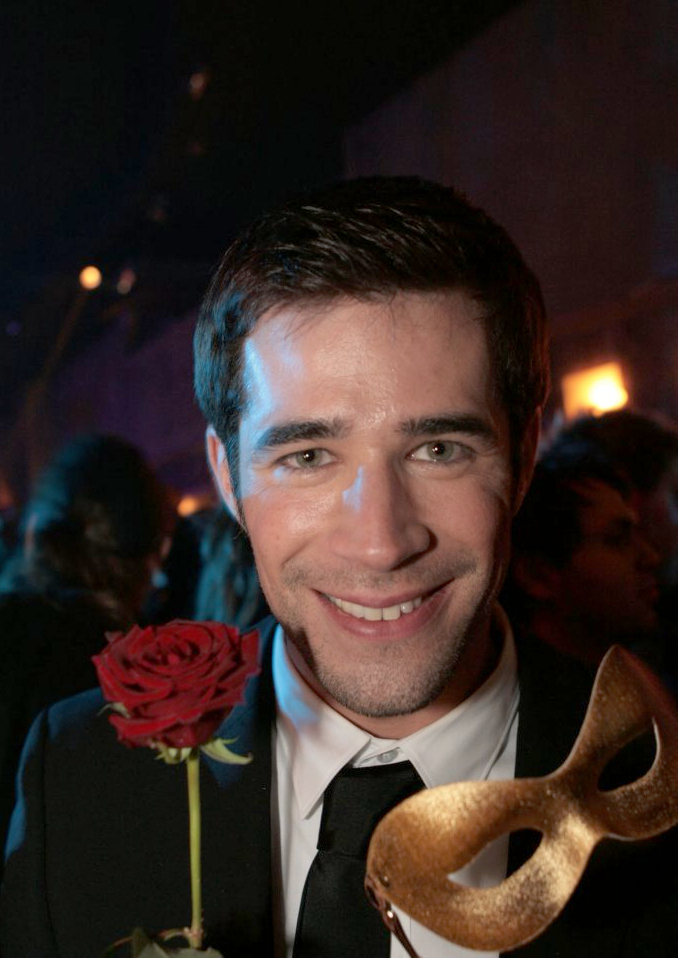
Jo Weil w jubileuszowym 3.333 odcinku Zakazanej miłości w Düsseldorfie (2009)

Johannes „Jo” Hermann Bruno Anton Weil (ur. 29 sierpnia 1977 we Frankfurcie nad Menem) – niemiecki aktor teatralny, telewizyjny i głosowy.

## Życiorys
Syn kupca i fizjoterapeutki, dorastał w Petersbergu w pobliżu Fulda z młodszym o trzy lata bratem. Po maturę we Freiherr-vom-Stein-Schule Fulda od. Po ukończeniu szkoły i służby cywilnej, uczęszczał do Arturo Drama School i przez dwa lata na prywatne lekcje aktorstwa i śpiewu w Kolonii.
Wystąpił w licznych produkcjach telewizyjnych i na scenie: Glück auf w Kolonii (2000), Gespenster w Neunkirchen (Saara) (2004–2005), Bei Verlobung Mord w Darmstadt (2006–2007), Ganze Kerle w Düsseldorfie (2007–2009) i Landeier - Bauern suchen Frauen w Düsseldorfie (2013). Był również rzecznikiem filmów fabularnych, reklam, komputerów i słuchowisk radiowych.
Grał postać sanitariusza Floriana Lenza w serialu Medicopter 117 (2002-2004). Od listopada 2007 r., po pięciu latach przerwy, powrócił do opery mydlanej ARD Zakazana miłość (Verbotene Liebe) w głównej roli homoseksualisty Olivera Sabela.

## Wybrana filmografia

### Filmy fabularne
- 2011: At Close Range jako Thomas
- 2011: Das Leben ist keine Autobahn jako szofer

### Seriale TV
- 1997: Geliebte Schwestern
- 2000: Zakazana miłość (Verbotene Liebe) jako Dirk Strohberg
- 2000–2002: Zakazana miłość (Verbotene Liebe) jako Oliver Sabel
- 2003-2007: Medicopter 117 (Medicopter 117 - Jedes Leben zählt) jako sanitariusz Florian Lenz
- 2008: 112 – Sie retten dein Leben  jako Andreas Klein
- 2012: Tatort: Mein Revier jako Toni Kelling
- 2013: Tatort: Eine andere Welt jako Toni Kelling
- 2013: SOKO 5113 jako Sebastian Hofer
- 2014: Tatort: Auf ewig Dein jako Toni Kelling
- 2007-: Zakazana miłość (Verbotene Liebe) jako Oliver Sabel